# Imre István (színművész)
Imre István (Miskolc, 1954. április 30. –) magyar színművész.

## Életpályája
1977–1980 között a Színház- és Filmművészeti Főiskola hallgatója volt, Kazán István osztályában. 1980–1981 között a békéscsabai Jókai Színház tagja volt. 1981–1987 között az Arany János Színházban játszott. Később szabadúszóként szerepelt a Rock Színház és az Evangélium Színház előadásaiban. Szinkronizálással is foglalkozik.

## Fontosabb színházi szerepei
- Diák (Illyés Gyula: Bolhabál)
- Jud Templeton (Bernard Slade: Jutalomjáték)
- Tulipán királyfi (Heltai Jenő: Szépek szépe)
- Lóri (Békés József – Heilig Gábor – Horváth Attila: Császárok)
- Gavrik (Valentyin Petrovics Katajev: Távolban egy Fehér vitorla)
- Robin Hood (Werich–Voskovec: Robin Hood)
- Jim (Robert Louis Stevenson – Asperján György: A kincses sziget)
- Bastien (Wolfgang Amadeus Mozart: Bastien és Batienne)
- Leander (Molière: Scapin furfangjai)
- Geges Fülöp (Tamási Áron: Hegyi patak)
- Cigány (Tamási Áron: Vitéz lélek)
- Deák (Németh László:: A két Bólyai)
- Navarrai kapitány (Dóczy Lajos: A csók)
- Sün Dani (Nógrádi Gábor: Segítség, ember!)
- Földönfutó (Tor Age Bringsvaerd – Papadimitriu Grigorisz: A hatalmas színrabló)
- Bemondó, rádióriporter (Thornton Wilder: Hajszál híján)
- Bese András (Kovách Aladár: Téli zsoltár)
- Leonardus (Márai Sándor: A kassai polgárok)
- Sebős (Sík Sándor: István király)
- Huba (Lehár Ferenc: Éva)
- József (Pozsgai Zsolt: Emlékpróba )

## Filmek, sorozatok
- Tizenhat város tizenhat leánya (1983)
- Barackvirág (1983)
- Császárok (1983)
- Fürkész történetei (sorozat) (1984)
- A zöld torony (1985)
- Isten teremtményei (1986)
- Hol volt, hol nem volt (1987)
- A Simpson család (?-2020)
- SpongyaBob Kockanadrág. Tintás Tunyacsáp magyar hangja (2000-2020)
- Futurama (1999-2013)
- Galambnagymama (2002)
- Wabi-Sabi (2015)